# Клодт фон Юргенсбург, Павел Адольфович
Барон Павел Адольфович Клодт фон Юргенсбург (14 декабря 1867, Полтавская губерния — 26 февраля 1938, Канны) — русский генерал, участник Первой мировой и Гражданской войн.

## Биография
Из дворян Полтавской губернии. Образование получил в Петровском Полтавском кадетском корпусе (1884). В службу вступил 26 августа 1884 года. Окончил 1-е военное Павловское училище (1886). Выпущен с зачислением по армейской пехоте и прикомандированием к лейб-гвардии Павловскому полку.
Подпоручик (производство 11 августа 1886 года; старшинство с 7 августа 1885 года). Переведен в тот же полк чином подпоручика гвардии (старшинство с 11 августа 1886 года). Поручик (старшинство с 11 августа 1890 года). Штабс-капитан (старшинство с 13 апреля 1897 года). Капитан (старшинство с 6 мая 1900 года). Командовал ротой (10 л.). Полковник (старшинство с 6 декабря 1907 года; поставлен в порядок старшинства Полковников 3-й гвардейской пехотной дивизии). С 13 апреля 1913 года командир 89-го пехотного Беломорского полка.
Участник Первой мировой войны. Генерал-майор (старшинство с 17 октября 1914 года). Командир лейб-гвардии Финляндского полка (15 марта 1915 — 1 июня 1917 года). В апреле 1918 года в Полтаве; в декабре 1918 года в Одессе. В Добровольческой армии и ВСЮР.
Эвакуирован 28 января 1920 года из Одессы и Николаева. В эмиграции во Франции, председатель объединения лейб-гвардии Финляндского полка. Умер в Каннах в 1938 году.
В Санкт-Петербурге проживал по адресу ул. Надеждинская д. 31.

## Награды
- Орден Святого Станислава 2-й ст. (1906)
- Орден Святой Анны 2-й ст. (1909)
- Орден Святого Владимира 4-й ст. (1912)
- Орден Святого Владимира 3-й ст. (10.01.1915)
- Орден Святого Станислава 1-й ст. с мечами (Высочайший Приказ 23.01.1916)
- Орден Святой Анны 1-й ст. с мечами (Высочайший Приказ 23.01.1916)
- Высочайшие благоволения: Высочайший Приказ 26.04.1916 (за боевые отличия)

## Семья
Был женат на Вере Георгиевне Иордан (26 февраля [9 марта] 1868  — 23 апреля 1957, Канны, Франция). Имел пятерых детей: два сына и три дочери, в том числе Елизавету (9 [21] мая 1899  — 19 декабря 1980, Канны, Франция).